# Docteur Strange
Pour le film, voir Doctor Strange (film).
Pour les articles homonymes, voir Strange.
Stephen Strange, alias le Docteur Strange (« Doctor Strange » en VO) est un super-héros évoluant dans l'univers Marvel de la maison d'édition Marvel Comics. Créé par le scénariste Stan Lee et le dessinateur Steve Ditko, le personnage de fiction apparaît pour la première fois dans le comic book Strange Tales #110 en juillet 1963.
Avant la première apparition du personnage de Stephen Strange, le nom de « Dr Strange » fut utilisé par un autre personnage de Marvel, deux mois avant la sortie de Strange Tales #110.
Le Docteur Strange est le « Maître des arts mystiques », auquel tous les autres super-héros font appel quand ils ont affaire à des adversaires utilisant des pouvoirs occultes. Il est aussi connu pour avoir été pendant un temps le Sorcier suprême de la dimension terrestre.

## Historique de la publication
Le personnage est imaginé par Steve Ditko, qui propose à Stan Lee un traitement illustré d'environ 5 pages. Il souhaite créer un personnage différent des personnages existant alors chez Marvel Comics.
Le docteur Strange a été au sommet de sa gloire dans les années 1960 et 1970, à l'époque où la concurrence entre comics était modérée et où ils se vendaient mieux. Ses aventures sont publiées dans la revue Strange Tales #110 à 168, la revue étant ensuite rebaptisée Doctor Strange, ces aventures se poursuivant jusqu'au numéro 183.
Ditko abandonne le personnage au #146 et Bill Everett prend sa place pour six numéros, avant que ce soit Marie Severin qui dessine ses aventures. Le premier numéro dont Severin s'occupe est le #153, et il semble qu'elle ait dû remplacer Everett au dernier moment parce que celui-ci ne parvenait pas à tenir le délai. Marie Severin travaillait alors au département de la production, et devait rapidement corriger ou compléter les épisodes qui parfois arrivaient abîmés ou incomplets après leur transport par la poste. Après cet épisode qui semble un peu bâclé, Marie Severin reste attachée au comic book et dessine, jusqu'au #160 les aventures de Strange, ainsi que les couvertures du comic book lorsque celle-ci présentait Strange. Progressivement, elle participe aussi à l'écriture du scénario avec Stan Lee et Roy Thomas.
Marie Severin est ensuite remplacée par Dan Adkins, à qui succède Gene Colan à partir du #172.
La deuxième série consacrée au Maître des arts mystiques comporte 81 numéros, menée entre autres par Steve Englehart, Roger Stern et Chris Claremont au scénario, et par Gene Colan et Marshall Rogers au dessin.
En 1987, Strange a partagé avec la Cape et l'Epée l'affiche de la seconde série Strange Tales, qui s'est arrêtée après seulement quelques mois pour repartir de zéro sous le nom de Doctor Strange Sorcerer Supreme. Marie Severin dessine deux épisodes de ce comics. C'est la quatrième et, à ce jour[Quand ?], la dernière série régulière consacrée au docteur Strange par Roy Thomas, Warren Ellis et J.M. DeMatteis au scénario, et Jackson Guice au dessin. La série s'arrête en 1996.
Le personnage apparaît aussi dans les différentes séries contant les aventures des Défenseurs :
- dans les albums Into Shamballa (par J.M. DeMatteis et Dan Green) et Triumph and torment, par Roger Stern et Mike Mignola ;
- dans certains one-shots comme What is it that disturbs you Stephen ?, par P. Craig Russell ;
- dans la mini-série Flight of bones, par Dan Jolley, Tony Harris et Paul Chadwick (février-mai 1999)
- dans la mini-série intitulée simplement Strange,  par Joe Michael Straczynski et Brandon Peterson. Ces deux dernières séries sont parues sous le label Marvel Knights.

## Biographie du personnage

### Origines et parcours
Le docteur Stephen Strange est un brillant neurochirurgien américain, mais aussi un être dépravé, cynique et égoïste. Oublieux de ses devoirs et de la déontologie médicale, il cherche avant tout à faire fortune et sélectionne ses patients d'après le contenu de leur compte en banque. Mais une nuit, alors qu'il rentre chez lui à la suite d'une soirée bien arrosée, il est victime d'un accident de voiture. Il s'en sort vivant, mais ses mains sont abîmées, si bien qu'il ne peut plus opérer. Il subit de nombreuses interventions chirurgicales afin de récupérer sa dextérité légendaire, en vain. Désespéré, il sombre dans une profonde dépression. Petit à petit, ses collègues et amis le délaissent. C'est un homme fini.
Puis, un jour, il entend parler de l'Ancien, une sorte de guérisseur habitant dans les montagnes de l'Himalaya et prétendument capable de faire des miracles. Strange, espérant que l'Ancien pourra l'aider à redevenir le fameux chirurgien qu'il a été, entreprend aussitôt un long voyage au bout duquel il rencontre cet homme doté de pouvoirs étranges. L'Ancien (Yao) s'avère être un prodigieux maître des sciences occultes et l'ultime dépositaire de pratiques secrètes ancestrales. Il ne guérit pas Strange, mais lui fait subir une série d'épreuves initiatiques auxquelles son élève se soumet avec, au départ, une certaine réticence.
À l'issue de ce long apprentissage, Stephen Strange se rend compte de ses erreurs passées et décide de consacrer sa vie aux arts mystiques. Son mentor lui remet alors la Cape de lévitation et l'Œil d'Agamotto (en), une amulette aux pouvoirs divinatoires. Ainsi naît le célèbre Docteur Strange. Très vite, il est confronté à de terribles ennemis, dont le Baron Mordo (un disciple de l'Ancien qui a mal tourné) et Dormammu, le seigneur de la Dimension de l'Ombre. Avant de mourir, l'Ancien confie à son cher élève la protection de la Terre. Strange revient ensuite à New York et s'installe dans un manoir à Greenwich Village, prenant à son service le fidèle Wong.
Pour combattre les forces du mal, Strange fonde bientôt l'équipe des Défenseurs, qui réunit à ses côtés les héros Hulk, Namor le prince des mers et le Surfer d'argent (Marvel Feature (en) (vol. 1) #1 en décembre 1971).
Un jour, il est contacté dans son manoir par le corps astral de Genghis le Sage, un maître mystique du Tibet, pour ce qui va constituer le défi de sa vie. Tous les plus grands sorciers de la Terre, dont Victor Von Fatalis, sont réunis dans un temple au milieu de la forêt javanaise. C'est là que Genghis leur révèle la raison de cet appel : un défi organisé par la trinité des entités cosmiques appelées les Vishanti (en). À ce moment, les Vishanti apparaissent, figeant Genghis dans un immense cristal de glace, et révèlent aux sorciers présents la finalité du défi : celui qui parviendra à libérer Genghis deviendra le Sorcier suprême de la Terre, le plus grand de tous. Le Docteur Strange parvient à découvrir le secret pour sortir le sage de sa prison de glace alors que tous les autres échouent, à l'exception de Fatalis. C'est alors que les Vishantis réapparaissent et mettent fin au défi, attribuant au Docteur Strange le titre de Sorcier suprême.

### Aux côtés des Illuminati
Après la Guerre Kree-Skrull, plusieurs puissants héros de la Terre forment un groupe secret appelé Illuminati. Celui-ci rassemble : Flèche noire, Iron Man, Mr Fantastique, Namor, le Professeur X et le Docteur Strange.
Se rendant au cœur de l'empire Skrull afin de les dissuader d'attaquer la Terre, ils sont capturés, examinés et torturés. Avant de s'échapper, les Skrulls apprennent d'eux ce dont ils ont besoin pour monter leur invasion secrète. Mais, malgré cet échec initial, les Illuminati restent unis face aux menaces.

## Pouvoirs, capacités et équipement

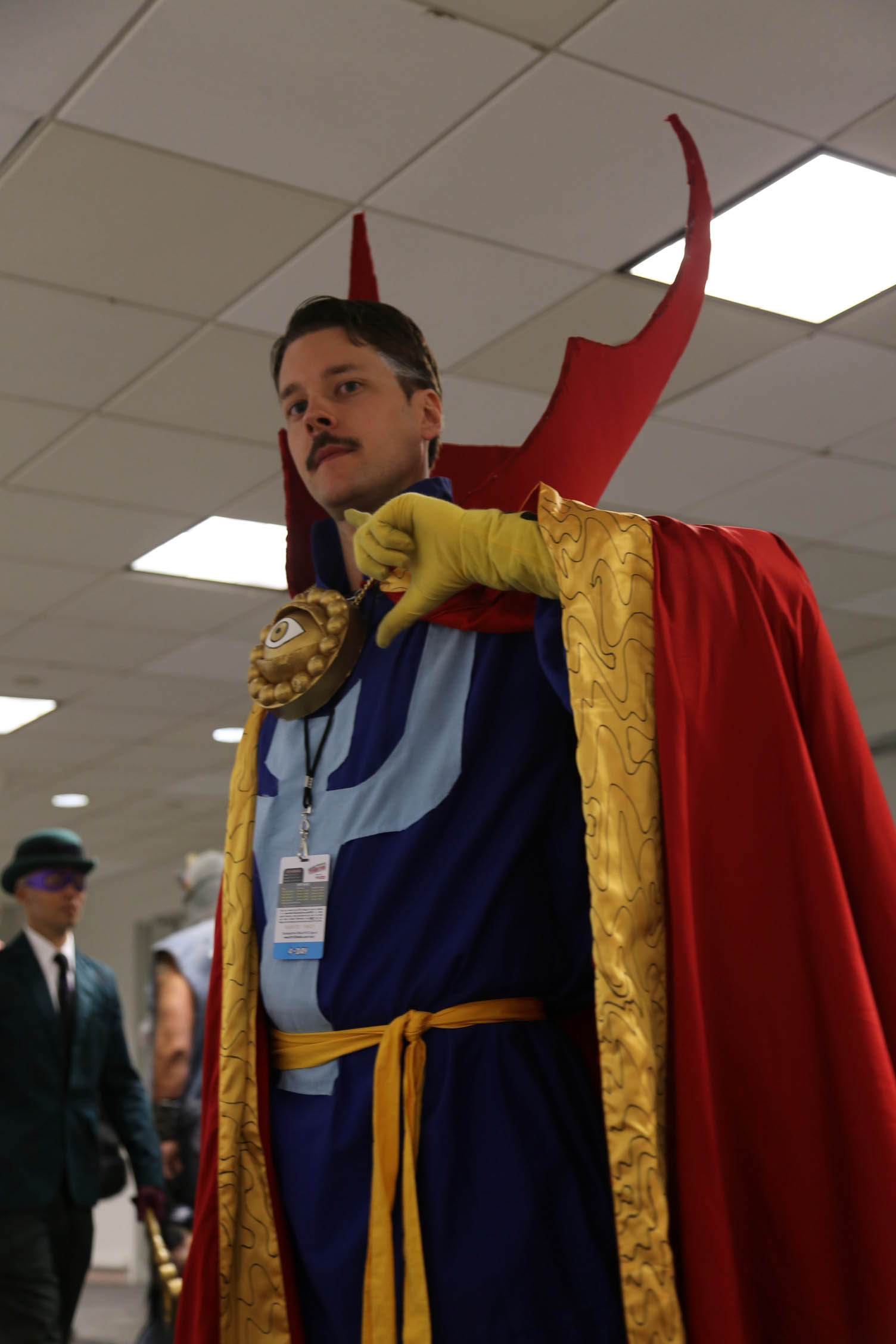
Cosplay du Docteur Strange.

### Pouvoirs et capacités
Le Docteur Strange est un magicien qui tire une partie de ses pouvoirs d'entités mystiques telles que Agamotto (en), Cyttorak, Ikonn, Oshtur, Dormammu, Raggadorr ou Watoomb, celles-ci lui permettant de puiser dans leurs énergies pour lancer ses sorts.
Comme son prédécesseur l'Ancien, il peut aussi se servir des énergies mystiques qui l'entourent, et les manipuler afin d'en obtenir divers effets. Enfin, il dispose également d'une vaste connaissance sur de nombreux sortilèges et incantations diverses, ce qui lui permet d'invoquer les noms et/ou les aspects de diverses entités mystiques et d'objets extradimensionnels.
Ces vastes capacités mystiques lui permettent notamment de recourir à la télépathie, la projection astrale, l’hypnose, de projeter des décharges d’énergie mystique (dont certaines sont assez puissantes pour détruire une planète), d'user de la télékinésie voire de se téléporter, ou d'ériger des boucliers mystiques protecteurs.
À l'époque où Strange était le Sorcier suprême de la dimension terrestre, sa maîtrise des arts mystiques était sans égale, ce qui le rendait pratiquement immortel.
En complément de ses pouvoirs, le docteur Stephen Strange est un médecin hors-pair, diplômé en médecine et en chirurgie, même si, depuis son accident de voiture, il ne peut désormais plus mener à bien une opération chirurgicale. Grâce à son serviteur et ami Wong, il s’est entraîné dans les arts martiaux et peut depuis se défendre sans avoir recours à sa magie. C’est par ailleurs un individu très intelligent, très sage et un excellent leader et stratège, en témoigne son rôle de chef au sein de l'équipe des Défenseurs.

### Équipement
Le Docteur Strange possède plusieurs artéfacts mystiques : la Cape de lévitation (en) qui lui permet de voler dans les airs ; l'Œil d'Agamotto (en), une amulette dont la lumière sert à nier la magie maléfique ; le Livre des Vishanti (en), un grimoire qui contient des connaissances en magie blanche et l'Orbe d'Agamotto, une boule de cristal qui lui sert à la clairvoyance.

## Apparitions dans d'autres médias
Sauf indication contraire, les informations mentionnées dans cette section peuvent être confirmées par la base de données cinématographiques IMDb,  présente dans la section « Liens externes ».

### Cinéma

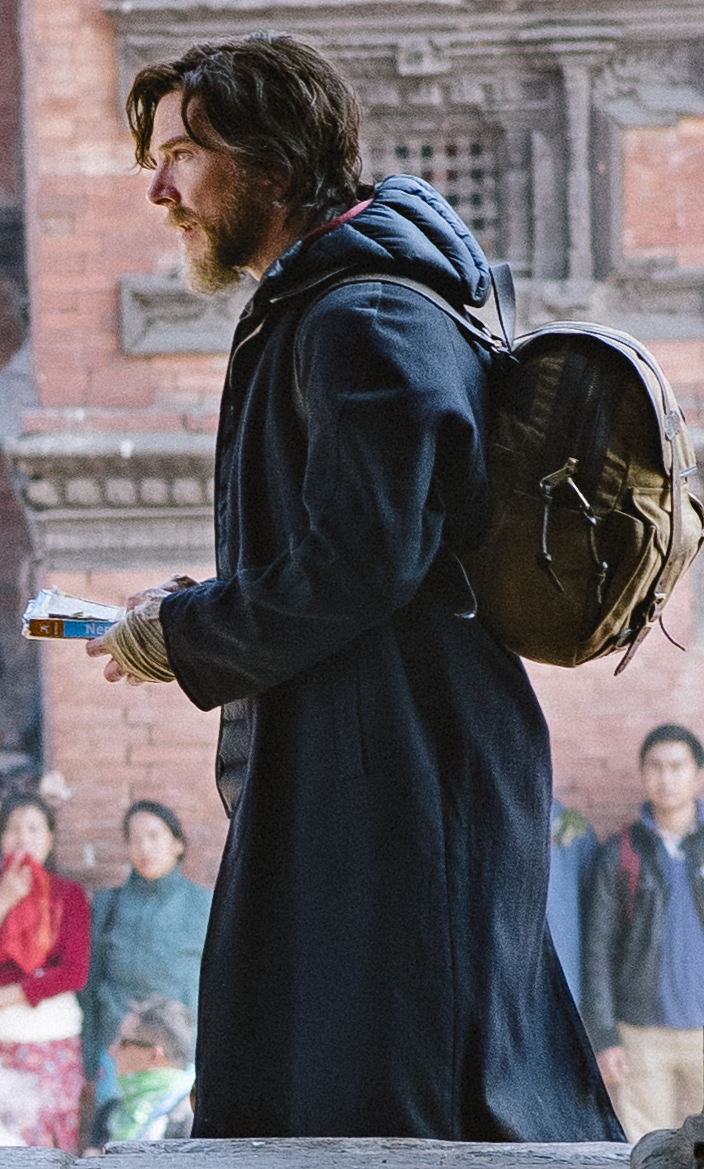
Benedict Cumberbatch sur le tournage de Doctor Strange (2016), à Katmandou.

Interprété par Benedict Cumberbatch dans l'univers cinématographique Marvel
- 2016 : Doctor Strange réalisé par Scott Derrickson – Célèbre et brillant neurochirurgien, le docteur Stephen Strange est cependant dépassé par son égocentrisme qui le fit avoir un accident de voiture. Ses mains furent broyées et aucune technologie ne peut les réparer. Déterminé à trouver un remède, il entreprend un voyage vers Kamar-Taj au Népal. Il y rencontre l'Ancien et découvre les secrets des arts mystiques. Il combattra au côté de Mordo, un ancien adepte du sanctuaire, Kaecilius, qui souhaite invoquer Dormammu pour plonger la Terre dans la Dimension noire. Strange avec l'aide du puissant artéfact l'Œil d’Agamotto (renfermant la pierre du temps) réussit à détruire Kaecilius et sauver la Terre.
- 2017 : Thor: Ragnarok réalisé par Taika Waititi - Au début du film, celui-ci capture Loki à son arrivée sur Terre avec Thor. Il lui laisse cependant son adresse afin qu'ils puissent se rencontrer au Saint des Saints de New York. Après que Thor lui a expliqué qu'ils sont en fait à la recherche de leur père Odin, il libère Loki et leur indique que leur père se trouve en fait en Norvège, avant de les y téléporter.
- 2018 : Avengers: Infinity War réalisé par Anthony et Joe Russo - Strange, inconscient à la suite d'un combat contre Ebony Maw, est sauvé des griffes de ce dernier par Spider-Man. Il intègre par la suite une équipe remaniée des Avengers menée par Iron Man et comprenant Spider-Man, Star-Lord, Drax le Destructeur, Nébula et Mantis, pour combattre Thanos sur la planète Titan. Par le pouvoir de la Pierre du Temps, il voit une seule possibilité parmi plus de 14 millions de vaincre le Titan fou, et pour cela, il doit lui céder volontairement la Pierre. Strange disparait finalement dans l'Effacement.
- 2019 : Avengers: Endgame réalisé par Anthony et Joe Russo - Disparu dans l'Effacement provoqué par Thanos, Strange revient quand les Avengers survivants parviennent à l'annuler. C'est lui qui ramènera plus tard sur Terre les héros disparus sur Titan pour l'ultime combat contre Thanos. Pendant la bataille, il garde le secret sur ce qu'implique la victoire contre Thanos, et alors que le Titan fou remettra la main sur les six Pierres d'Infinité, Strange indiquera à Stark d'un doigt levé qu'il n'y a plus qu'une chance de l'emporter, et Tony Stark se sacrifie en prenant les Pierres pour les utiliser contre l'armée de Thanos. Après la bataille, il assistera aux funérailles de Tony Stark.
- 2021 - 2023 : What If...? (série télévisée d'animation)
- 2021 : Spider-Man: No Way Home réalisé par Jon Watts - Peter Parker demandera au Docteur Strange de lancer un sort pour que tout le monde oublie qu'il est Spider-Man. Mais les choses ne se passent pas comme prévu car cette action a « altéré la stabilité de l'espace-temps », plongeant les protagonistes dans le « multivers », un concept terrifiant dont ils ne savent presque rien.
- 2022 : Doctor Strange in the Multiverse of Madness réalisé par Sam Raimi - Suite du premier opus. Après les évènements ayant impliqué Peter Parker, Strange devra traverser plusieurs univers alternatifs en compagnie d'America Chavez, une adolescente capable de voyager dans le multivers. Le duo sera traqué par Wanda Maximoff, qui cherche à s'emparer du pouvoir de Chavez. Au cours de ce voyage multiversel, Strange rencontrera de nouveaux héros, comme les Illuminati mais également des versions alternatives de lui même.

### Télévision
- En 1978, un téléfilm Docteur Strange, réalisé par Philip DeGuere, est tourné. Docteur Strange est interprété par Peter Hooten. Ce devait être le pilote d'une série télé mais celle-ci n'a jamais vu le jour.
- En 1996, il est présent dans un épisode de la série d'animation Spider-Man, l'homme-araignée.
- Doctor Strange: The Sorcerer Supreme est un long métrage d'animation de Frank Paur et Jay Oliva, sorti en DVD en 2007 aux États-Unis et en juillet 2009 en France.
- Entre 2012 et 2016, le personnage apparait dans six épisodes de la série télévisée d'animation Ultimate Spider-Man.
- En 2014, Docteur Strange est présent dans un épisode de Hulk et les Agents du S.M.A.S.H..
- Entre 2015 et 2016, Strange est présent dans deux épisodes de la série Avengers Rassemblement.
- En 2025, Docteur Strange est présent dans deux épisodes de la série Tout friendly neighboorhd.

### Jeux vidéo
- 2006 : Marvel: Ultimate Alliance
- 2011 : Marvel vs. Capcom 3: Fate of Two Worlds
- 2011 : Marvel Super Hero Squad Online (en)
- 2012 : Marvel Avengers: Battle for Earth
- 2013 : Marvel Heroes
- 2013 : Lego Marvel Super Heroes
- 2016 : Lego Marvel's Avengers
- 2017 : Lego Marvel Super Heroes 2
- 2019 : Marvel Ultimate Alliance 3: The Black Order
- 2022 : Marvel's Midnight Suns
- 2022: Marvel Snap

## Homonymes
- Le Docteur Strange (appelé également « Doc Strange ») est le nom d'un autre super-héros des années 1940, publié dans les pages de Thrilling Comics (en) par la compagnie Nedor. Ce personnage — passé depuis dans le domaine public — a servi de base à celui de Tom Strange dans les comics de Tom Strong d'Alan Moore (où apparaissent aussi les autres personnages de Nedor Comics).
- Le docteur Hugo Strange, personnage de DC Comics, est un psychiatre ennemi de Batman.